# Juliet Chekwel
Juliet Chekwel (sinh ngày 25 tháng 5 năm 1990) là một vận động viên chạy đường dài người Uganda. Cô đã thi đấu trong 10.000 mét tại Giải vô địch thế giới 2015 ở Bắc Kinh, xếp thứ 17 trong một kỷ lục quốc gia mới là 32: 20,95. Cô đã tham gia các sự kiện 5000 m và 10.000 m tại Thế vận hội Mùa hè 2016.

## Giải đấu quốc tế
| Năm                 | Giải đấu              | Địa điểm               | Thứ hạng            | Nội dung            | Chú thích           |
| Representing Uganda | Representing Uganda   | Representing Uganda    | Representing Uganda | Representing Uganda | Representing Uganda |
| ------------------- | --------------------- | ---------------------- | ------------------- | ------------------- | ------------------- |
| 2010                | African Championships | Nairobi, Kenya         | 13th (h)            | 1500 m              | 4:25.50             |
| 2013                | World Championships   | Moscow, Russia         | 16th                | 10,000 m            | 32:57.02            |
| 2015                | World Championships   | Beijing, China         | 17th                | 10,000 m            | 32:20.95            |
| 2016                | Olympic Games         | Rio de Janeiro, Brazil | 17th (h)            | 5000 m              | 15:29.07            |
| 2016                | Olympic Games         | Rio de Janeiro, Brazil | –                   | 10,000m             | DNF                 |
| 2018                | Commonwealth Games    | Gold Coast, Australia  | 4th                 | 5000 m              | 15:30.17            |
| 2018                | Commonwealth Games    | Gold Coast, Australia  | 7th                 | 10,000 m            | 31:57.97            |